# 이타노 토모미
이타노 토모미(본명:다카하시 토모미, 1991년 7월 3일 ~ )는 일본 여성 아이돌 그룹 「AKB48」의 팀K의 전 멤버이자 솔로 가수이다.

## 경력
2005년
- 8월까지 BOXMEN 보관됨 2009-06-20 - 웨이백 머신 여자 댄스 팀 GIRLSBOX 에 소속. 《제54회 NHK 홍백가합전》에서는 EXILE의 곡 'Choo Choo TRAIN'의 백 댄서를 맡았다.
- 12월 30일, 'AKB48 오프닝 멤버 오디션'에 합격. (응모 총수 7,924명, 최종 합격자 24명.)
- 12월 8일, 오프닝 멤버 후보생 중 20명으로, AKB48 극장 그랜드 오픈 무대의 섰다. (구 팀A 소속).

2007년
- 5월, 오오시마 마이 (당시 멤버), 카사이 토모미와 함께 호리프로에 이적했다. 동시에 하순부터 예능인 여자 풋살팀 XANADU loves NHC에 가입했다. 소속 등번호는 11.

2008년
- 9월에 〈Cawaii!〉(주부의 벗사, 2009년 6월호에서 휴간)의 전속으로 모델 데뷔를 장식하는 등, 활동의 폭을 넓혔다.

2009년
- 4월 1일에는 솔로 사진집 'TOMOrrow'(주부의 벗사) 발매
- 6월부터 7월에 걸쳐 실시된 《AKB48 13th 싱글 선발 총선거 〈하나님께 맹세코 가치입니다〉》에서는 7위로 미디어 선발 진입에 성공했다.
- 7월부터 같은 호리프로 소속의 카사이 토모미, 미야자키 미호와 유닛 《낫토엔젤》을 결성.
- 8월 23일에 개최 된 「요미우리 신문 창간 135주년 기념 콘서트 AKVB104 선발 멤버 내각 조성 축제」의 밤 공연에서 같은 해 10월부터 팀K에 이동하는 것이 발표되었다.

2010년
- 3월 12일, 《팀K 6th Stage 〈RESET〉》공연 첫날보다 팀K의 멤버로 활동 시작. (5월 27일 《팀A 5th Stage 〈연예 금지 조례〉》공연 마지막 공연까지 구 팀A와 겸임.)
- 3월 31일, 카사이 토모미와 함께 《가면라이더 W》의 역할 이름이 《퀸 & 엘리자베스》명의로 싱글 《Love♡Wars》발매.
- 5월부터 6월에 걸쳐 실시된 『AKB48 17th 싱글 선발 총선거 「어머니에게 맹세하여 가치입니다」』에서는 4위로, 미디어 선발 진입에 성공했다.
- 6월, 이토 요카도 「이토-요카도 2010 Summer Collection」에서 첫 솔로 광고가 온에어됐다.

2011년
- 1월 25일, 패션 브랜드 〈사만사 타바사〉의 이미지 모델 〈사만사 뮤즈〉로 취임. 같은 해 8월부터 야마모토 미츠키, 롤라, 에비하라 유리, 미치바타 제시카, 츠치야 하즈키와 함께 브랜드의 TV CM에 출연.
- 1월 26일, 솔로 데뷔 싱글 《Dear J》출시. 오리콘 주간 싱글 랭킹에서 발매 첫주에 16,3000매를 매상, 첫 등장 2위를 기록. 여성 솔로 가수의 싱글이 첫주에 15만장을 넘은 것은 2007년의 「Flavor Of Life」(우타다 히카루) 이후 4년만이다. 또한 여성 그룹에서 솔로 데뷔 싱글로는 2001년의 〈사랑의 바보하자〉(고토 마키) 이후 9년 10개월 만에 15만장 돌파.
- 2월 13일, 4월 27일 2nd 싱글이 릴리스 될 수 자신의 라이브 이벤트의 깜짝 발표되었다. 본인도 당일 처음 알았다.
- 3월 18일, 2nd 싱글 「갑자기」의 발매를 4월 27일부터 7월 13일로 연기 할 것을 킹 레코드가 발표.
- 5월부터 6월에 걸쳐 실시된 《팀K 22nd 싱글 선발 총선거 〈금년도 가치입니다〉》에서는 8위, 3년 연속 미디어 선발 진입했다.
- 9월 4일, 성대의 결절 및 급성 성대염 (전치 3~4주)에서 가수 활동을 중단한다고 보도된 이 다음 5일에 호리프로와 킹레코드가 휴업을 부정. 이후 14일 자신의 공식 블로그에서 노래를 수반하는 활동을 재개한다고 발표했다.
- 12월 6일,《일본 패션 리더 어워즈 2011》(타카라지 미사 주최)를 수상했다.

2012년
- 5월부터 6월에 걸쳐 실시된 《팀K 29th 싱글 선발 총선거》는 8위, 선발 진입에 성공했다.
- 9월 18일에 개최된 《팀K 29th 싱글 선발 가위바위보 대회》에서는 16강 진출하고 선발에 진입.
- 12월 11일, 니혼TV에 따르면 '2012년 탤런트 CM 기용 사수 랭킹'에서 시노다 마리코와 더불어 여성 부문 최다인 20개의 기용된 것으로 발표됨. 또한 12월 17일부터 자신이 출연하는 캔디 뮤직의 CM방송이 시작2년이 CM 기용 사수는 21사가되었다.

2013년
- 2월 1일 공개된 다큐멘터리 영화 《DOCUMENTARY of AKB48 No flower without rain 소녀들은 눈물 뒤에 무엇을보고?》에서 2013년에 AKB48 졸업하는 것을 밝혔다.
- 8월 27일, 솔로가수 활동을 위해 극장 공연에서 AKB48를 졸업하였다.

2014년
- 7월 2일, 첫음반 S×W×A×G 을 발매.

2015년
- 7월 1일, 싱글 'Gimme Gimme Luv'를 발매.

2016년
- 4월 20일, 싱글 HIDE & SEEK를 발매.

21017년
- 5월 17일, 싱글 いいね!(한글명은 좋아요!)를 발매.

## 인물
- 애칭은 〈토모찡〉 중국어 권에서는 〈虎牙〉. 1인칭은 「토모」(「とも」또는 「友」로 표기)가 많은 3살 연하의 여동생이 있으며, 2011년 1월 5일 자신의 트위터에서 여동생과의 투샷 사진을 공개했다.
- 취미는 미용 연구 및 음악 감상 등. 잠과 먹는 것이 좋다. 좋아하는 것은 밥, 낫토, 국수, 고기, 김치, 바닐라 요구르트. '일본 제일의 맛없는 라멘 집'이라고 하는 하라 노리 히코 라멘에 '맛있다'라고 코멘드하는 등, 미각 음치 취급된다.
- 잠은 매우 좋지만 어릴적부터 가지고 「사과짱」이라고 이름 붙인보기 무서운 인형이 없으면 잠을 못잔다.
- 특기는 댄스, 일렉톤, 수영, 외발 자전거, 춤은 스피도의 영향으로 시작했다. 또한 아버지의 기타 수리 및 사용자 정의를 도와 있던 관계로 기타에 상세하다. 아버지는 스트라토 캐스터와 텔레 캐스터에 험버커를 싣고 있었다고 아버지는 마셜의 앰프를 좋아하지만, 본인은 BognerEcstasy 앰프에 코러스를 사운드가 마음이다.
- 보아의 큰 팬, 팬클럽에 가입하고 있다. 《HEY! HEY! HEY! MUSIC CHAMP》에 출연했을 때에는 수록 후 2샷 사진을 찍었다.
- 존경하는 사람은 아무로 나미에, 하마사키 아유미이다.
- 「Coco (코코)」라는 푸들을 기르고 있다.
- 트린들 레이나는 같은 학년 친구이다.
- 사마즈의 미무라 마사카즈와 친분이 깊다.
- 반다이 유아 설문 Vol.195(실사: 2011년 8월 30일 - 9월 8일 결과 공개 : 2011년 11월)에 따르면, 「아이들의 엄마에게 하고 싶은 유명인」여자의 답변에서 8위로 꼽히고 있다. 특히 초등학교 중학년의 인기를 모으고 있으며, 여자 3-4학년 답변에서는 2위를 차지했다.
- 청바지가 많다.

### AKB48 관련
- AKB48 초기 멤버 중 한 명이며, 가위 바위보 선발 싱글 타이틀 곡을 제외한 모든 싱글 표제 곡에 참여한 중심적인 존재로 주력 멤버의 한 사람이라고 할 수 있다.
- 아키모토 야스시에 따르면 당초 AKB48는 갈색 머리를 금지하고 있었음에도 불구하고 「고교 1년 정도에서 갈색됐다」때 「이타만 좋다」고 시켰다. 또한, 아키모토는 「아무리 생각해도 외형은 가버리는 느낌」을 위한 「차라 잉꼬 아냐?는 보이지만 실은 무척 노력파」라고 평가하고 있다.
- AKB48로서 활동과는 별도로 걸로 분장 「걸 응 AKA 이타노 토모미」라는 캐릭터도 같은 명의로 작사 한 「Shiny Summer ~친구 여름~」을 솔로로 발표했다. 「Cawaii!」등 여성 잡지의 전속 모델로도 활동하고 있으며, 여성 잡지의 인터뷰와 취재도 많다. 2009년 12월에는 시부야 109에 세입자를 출점하고 있는 Ruvap(롸봐뿌)과의 협업 파커도 발매되었다. 이 때문에 「AKB의 멋쟁이 반장」이라고 불리고 있다.
- 초기의 캐치 프레이즈는 「저희 귀가 톡톡 건강한 밤비」였지만, 현재는 캐치 프레이즈에 얽매이지 않으려는 이유로 폐지했다.

친구:마에다 아츠코.카사이 토모미.다카하시 미나미.AKB48 팀K 캡틴:미네기시 미나미.모델:우메다 에리카.사업가/방송인/가수:제시카
- 마에다 아츠코와 다카하시 미나미와는 동기이자 친구이다.

## AKB48로의 참가곡

### 싱글 CD 곡
- 桜の花びらたち / 벚꽃의 꽃잎들
- スカート、ひらり / 스커트, 휘이익

### 싱글 CD 선발곡
- 会いたかった / 만나고 싶었어
- 制服が邪魔をする / 교복이 방해를 해
- 軽蔑していた愛情 / 경멸하고 있던 애정
- BINGO!
- 僕の太陽 / 나의 태양
- 夕陽を見ているか? / 석양을 보고 있을까?
- ロマンス、イラネ / 로맨스, 필요 없어
- 桜の花びらたち2008 / 벚꽃의 꽃잎들 2008
- Baby! Baby! Baby!
- 大声ダイヤモンド / 큰 목소리 다이아몬드
- 10年桜 / 10년 벚꽃
- 涙サプライズ! / 눈물 서프라이즈!
- 言い訳Maybe / 변명 Maybe
- RIVER
- 桜の栞 / 벚꽃 책갈피
  - マジスカロックンロール / 마지스카 로큰롤
- ポニーテールとシュシュ / 포니테일과 슈슈
- ヘビーローテーション / 헤비 로테이션
  - ラッキーセブン / 럭키 세븐
  - 野菜シスターズ / 야채 시스터즈 - 야채 시스터즈 명의
- Beginner
- 〈チャンスの順番 찬스의 차례〉에 수록
  - 予約したクリスマス / 예약해둔 크리스마스
  - ALIVE - 팀K 명의
- 桜の木になろう / 벚나무가 되리
- 誰かのために -What can I do for someone?- / 누군가를 위해서-What can I do for someone?-
- Everyday、カチューシャ / Everyday, 카츄샤
  - これからWonderland / 지금부터 Wonderland
  - ヤンキーソウル / 양키 소울
- フライングゲット / 플라잉 겟
  - 青春と気づかないまま / 청춘이란 걸 깨닫지 못한 채
  - アイスのくちづけ / 아이스의 입맞춤
  - 野菜占い / 야채 점 - 야채 시스터즈 2011 명의
- 風は吹いている / 바람은 불고 있어
- 〈上からマリコ 위에서부터 마리코〉에 수록
  - ノエルの夜 / 노엘의 밤
  - ゼロサム太陽 / 제로섬 태양 - 팀K 명의
- GIVE ME FIVE! (신시사이저 담당)
  - スイート&ビター / 스위트&비터 - 셀렉션6 명의
- 真夏のSounds good ! / 한여름의 Sounds good !
  - ちょうだい、ダーリン! / 주세요, 달링!
- ギンガムチェック / 깅엄 체크
  - 夢の河 / 꿈의 강
- UZA
  - スクラップ&ビルド / 스크랩&빌드 - 팀K 명의
- 〈永遠プレッシャー 영원 프레셔〉에 수록
  - とっておきクリスマス / 소중한 크리스마스
- So long !
  - 夕陽マリー / 석양 메리 - 오오시마 팀K 명의
- さよならクロール / 안녕 크롤
  - How come ? - 팀K 명의
- 恋するフォーチュンクッキー / 사랑하는 포춘 쿠키
  - 最後のドア / 마지막 문

### 극장 공연 유닛 곡
팀A 1st Stage＂PARTY 시작되어＂ 
- スカート、ひらり / 스커트, 휘이익 (2st UNIT)
- 星の温度 / 별의 온도 (1st UNIT)

 팀A 2nd Stage＂만나고 싶었다＂ 
- 嘆きのフィギュア / 한탄의 피규어
- ガラスのI LOVE YOU / 유리의 I LOVE YOU
- 背中から抱きしめて / 등 뒤에서부터 안아줘
- リオの革命 / 리오의 혁명

 팀A 3rd Stage＂누군가를 위해서＂
- 投げキッスで撃ち落せ! / 키스에 쏘고 투하!
- 制服が邪魔をする / 제복이 방해해

 팀A 4th Stage＂지금은 연애중＂ 
- Faint

 해바라기조 1st Stage＂나의 태양＂ 
- 愛しさのdefense / 사랑의 디스펜스
- アイドルなんて呼ばないで（バックダンサー) / 아이돌이라 부르지마 (백댄서)

 해바라기조 2nd Stage＂꿈을 죽이는 셈이 없다＂
- Confession

 팀A 5th Stage ＂연애 금지 조례＂ 
- ツンデレ! / 츤데레!

THEATRE G-ROSSO ＂꿈을 죽이는 셈이 없다＂
- Confession

 팀K 5th Stage ＂RESET＂ 
- 制服レジスタンス / 교복 레지스탕스

## 출연

### 영화
- 내일의 나의 만드는 방법 (2007년 4월 28일 공개, 일활) - 니치 자식 클래스 메이트 역
- 사랑 유통 센터 (2008년 7월 19일 공개)
- 가면라이더 × 가면라이더 W & 디케이드 무비 대전 2010 (2009년 12월 12일 공개, 토에이) - 퀸 역
- 카즈라 (2010년 1월 30일 공개)
- 가면라이더 W 포에버 A to Z: 운명의 가이아 메모리 (2010년 8월 7일, 토에이) - 퀸 역
- 가면라이더 W × 가면 라이더 오즈 & 더블 feat. 스컬 무비 대전코어 (2010년 12월 18일 공개, 토에이) - 퀸 역
- 극장판 BAD BOYS J (2013년 11월 9일 개봉예정) - 나카이 카오리 역

### 드라마
- 그렇죠 제6화 · 제11화 (2006년, TBS)
- 바람에 휘날리는 비닐 시트 (2009년, NHK 종합) - 카미야 역
- 가면라이더 W (2009년 10월 18일 - 2010년 8월 29일, TV 아사히) - 퀸 역
- 마지스카 학원 제1화 · 제4화 · 제6화 · 제10화 · 최종회 (2010년 1월 8일 - 3월 26일, TV 도쿄) - 시부야 역
- 모야 시몬 제9화 (2010년 9월 2일, 후지TV) - 타나쿄(다나카 쿄코) 역
- 벚꽃의 편지 ~ AKB48 각각의 졸업 이야기 ~ (2011년 2월 26일 - 3월 6일, 일본 TV) - 이타노 토모미 역
- 마지스카 학원 2 (2011년 4월 15일 - 7월 1일, TV 도쿄) - 시부야 역
- So long! 제2회 (2013년 2월 12일, 니혼TV) - 토키가와 아이 역
- BAD BOYS J (2013년 4월 6일, 니혼TV) - 나카이 카오리 역

### 인터넷 드라마
- NTT 도모코 「춤추는 대수사선 3」(2010년 6월 1일)

### TV 애니메이션
- 리얼 드라이브 (2008년 5월 27일) - 이타노 토모미 역
- 천체 전사 선 레드 (2009년 10월 3일 - 2010년 3월 27일) - 작은 천장 역

### 버라이어티 프로그램 등
- AKBINGO! (2008년 10월 1일 - 부정기, 니혼TV)
- AKB48와 ⅹⅹ! (2010년 7월 13일 - 부정기, 요미우리 TV)

### 과거에 출연한 프로그램
- 몸에서 놀자 (2006년 11월 20일 - 2008년, NHK 교육 TV) - 마스야마 가야노, 오노 에레나, 오쿠 마나미 함께 AKB48며 왈츠를 불렀다.
- AKB1시59분! (2008년 1월 24일 - 3월 27일 , 니혼 TV)
- AKB0시59분! (2008년 1월 4일 - 9월 29일, 니혼 TV)
- 앗, 코니 오마 카세! (2008년 4월 20일 - 12월, TBS) - "That's 복권"에서 사회를 맡은 (3주에 한번 출연)
- AKB48 닛신 텔레비전 (패밀리 극장)
  - Season2 (2009년 7월 10일 · 17일 · 9월 18일 <비디오 메시지만>)
  - Season3 (2009년 10월 9일 · 16일 · 11월 6일 · 13일)
  - 스페셜 2009 (2009년 12월 28일 <비디오 메시지만>)
  - Season4 (2010년 7월 18일 · 25일)
- run for money 도주 중 (2010년 3월 24일 · 10월 10일, 후지 TV)
- 과연! 고등학교 (2010년 5월 30일 · 10월 9일 - 2011년 4월 21일 - 2012년 3월 8일, 니혼 TV)
- AKB48 콩트 「아름다움 묘 ~」 (2011년 9월 29일 · 10월 13일 · 12월 1일, 히카리 TV)
- 주간 AKB (2009년 9월 11일 - 2012년 11월 30일 부정기, TV 도쿄)

### 라디오
- AKB48 내일까지 좀 (2007년 10월 15일 ~ 2012년 3월 26일 · 부정기, NRN)
- 모두 모두 산양 씨, 이리 ~♪ (2008년 4월 7일 - TBS RADIO podcasting954)
- 주간! 아니 가끔 수요일 새 야마 POP 연구소 - 질풍 전 (2008년 4월 9일 - 라디오 칸사이)
- bayfm Meets AKB48 4th STAGE ~ BREAK! ~ (2009년 11월 23일, bayfm)
- AKB48의 올 나잇 닛폰 (2010년 5월 21일 · 10월 22일, 닛폰 TV)
- SCHOOL OF LOOK! 「GIRLS LOOKS!」 (2010년 10월 ~ 2012년 3월, TOKYO FM) - 3주째 담당

### CM
- 이토요카도
Ito Yokado 2010 썸머 콜렉션 (2010년 6월 11일 - 7월)
「이토요카도 보티 히터포옹」 (2010년 8월 21일 - )
「이토요카도 바디 쿨러아이스월드」 (2011년 3월 9일 - )
「이토요카도 보티 레인 상품」 (2011년 3월 9일 - )
「이토요카도 보티 히터괴뢰」 (2011년 8월 10일 - )
「이토요카도 바디 쿨러 (2011년 3월 7일 - )
「이토요카도 레인 스타일 컬렉션」 (2012년 5월 22일 - )
- 사만사타바사
「Samantha Vega ♡ 이타노 토모미」 (2011년 1월 19일 - )
「사만다 뮤즈 올 스타즈」 (2011년 8월 23일 - )
- 백전
「플로랄 부인 로이드」「새로운 아내」편 (2011년 4월 14일 - )
- 이모바일
「파이널 로고」편 (2011년 5월 11일)
「악귀」편 (2011년 7월 23일)
「Wi-Fi의 왕」편 (2011년 12월 1일)
편 (2012년 3월 2일)
「꿈의 직행 반송」편 (2012년 6월 28일)
- 프로토 코퍼레이션
「토모찡 굿! 선택! 베스트 세븐!」(2012년 2월 1일)
- 반다이
「데이터 카드 다스 아이 이긴다」 (2012년 10월 8일)
- Lcode
「캔디매직」(2012년 12월 27일)
- 호유
「뷰티 랩 채찍 헤어 컬러」 (2013년 3월 2일)
- 히카리 TV
「AKB48 콩트 프로그램 〈차례예요〉편」 (2013년 3월 2일)

### 콘서트
- 엔젤 나이트 (2005년 6월 9일 요츠야 Live Inn Magic)

## 음반

### 싱글
| 순서 | 발매일           | 타이틀           | 의미            | 최고 주간 순위 | 판매형태                      | 비고 |
| ---- | ---------------- | ---------------- | --------------- | -------------- | ----------------------------- | --- |
| 1    | 2011년 1월 26일  | Dear J           |                 | 2위            | CD+DVD CD                     | 초회한정반A 초회한정반B 초회한정반C 통상반 |
| 2    | 2011년 7월 13일  | ふいに           | 갑자기          | 1위            | CD+DVD CD                     | 초회한정반A 초회한정반B 초회한정반C 통상반 |
| 3    | 2012년 4월 25일  | 10年後の君へ     | 10년후의 너에게 | 2위            | CD+DVD CD                     | 초회한정반A 초회한정반B 초회한정반C 통상반 |
| 4    | 2013년 6월 12일  | 1%               |                 | 4위            | CD+DVD CD                     | 초회한정반A 초회한정반B 초회한정반C 통상반 |
| 5    | 2014년 2월 5일   | little           |                 | 3위            | CD+DVD CD MUSIC CARD          | 초회한정반A 초회한정반B 통상반 Type-I Type-II Type-III Type-IV Type-V                                                                         |
| 6    | 2014년 12월 17일 | COME PARTY!      |                 | 6위            | CD+DVD CD+GOODS CD MUSIC CARD | 초회한정반A 초회한정반B 통상반 Type-I Type-II Type-III Type-IV Type-V Type-VI                                                                 |
| 7    | 2015년 7월 1일   | Gimme Gimme Luv  |                 | 6위            | CD+DVD CD+GOODS CD 5CD+DVD    | 초회한정반A 초회한정반B 통상반 KING e-SHOP반 I KING e-SHOP반 II KING e-SHOP반 III KING e-SHOP반 IV KING e-SHOP반 V KING e-SHOP반 I~V 5매 세트 |
| 8    | 2016년 4월 20일  | HIDE & SEEK      |                 | 11위           | CD+DVD CD+GOODS CD 5CD+DVD    | 초회한정반A 초회한정반B 통상반 노소키메반 I 노소키메반 II 노소키메반 III 노소키메반 IV 노소키메반 V 노소키메반 I~V 5매 세트                   |
| 9    | 2017년 5월 17일  | #いいね!         | #좋아요!        | 11위           | CD+DVD CD+GOODS CD            | 초회한정반A 초회한정반B 통상반 KING e-SHOP반 I KING e-SHOP반 II KING e-SHOP반 III KING e-SHOP반 VI KING e-SHOP반 V                            |
| 10   | 2018년 2월 28일  | Just as I am     |                 | 17위           | CD+DVD CD                     | 초회한정반 통상반 Wanderer반 KING e-SHOP반 I KING e-SHOP반 II KING e-SHOP반 III KING e-SHOP반 VI KING e-SHOP반 V                              |
| 11   | 2019년 2월 13일  | すき。ということ | 좋아. 라는것    | 29위           | CD+DVD CD                     | 초회한정반 통상반 Wanderer반 KING e-SHOP반 I KING e-SHOP반 II KING e-SHOP반 III KING e-SHOP반 VI KING e-SHOP반 V amie jewel반                 |

### 전달 한정
| 순서 | 발매일          | 타이틀       | 의미          | 비고                                               |
| ---- | --------------- | ------------ | ------------- | -------------------------------------------------- |
| 1    | 2011년 5월 11일 | Wanna be now |               | 작사: 아키모토 야스시 / 작곡·편곡: 시게나가 료스케 |
| 2    | 2011년 6월 1일  | 愛にピアス   | 사랑의 피어스 | 작사: 아키모토 야스시 / 작곡·편곡: 쿠로스 카츠히코 |

### 앨범
| 순서 | 발매일          | 타이틀     | 의미 | 최고 주간 순위 | 판매형태             | 비고                                       |
| ---- | --------------- | ---------- | ---- | -------------- | -------------------- | ------------------------------------------ |
| 1    | 2014년 7월 2일  | S×W×A×G    |      | 6위            | CD+DVD CD            | 초회한정반 통상반 사만사베가반             |
| 2    | 2016년 11월 2일 | Get Ready♡ |      | 10위           | CD+DVD CD+포토 북 CD | 초회한정반 TYPE-A 초회한정반 TYPE-B 통상반 |